# Émile-Joseph Legal
Pour les articles homonymes, voir Legal.
Émile-Joseph Legal, né le 9 octobre 1849 à Saint-Jean-de-Boiseau en France (près de Nantes) et mort le 10 mars 1920 à Edmonton dans la province de l'Alberta au Canada, est un oblat de Marie-Immaculée, devenu évêque puis archevêque.

## Biographie
Fils de Julien Legal, meunier, et de Perrine David, Émile-Joseph Legal étudia au grand séminaire de Nantes, puis au collège de Machecoul.
Émile-Joseph Legal est ordonné le 29 juin 1874. Il servit dans le diocèse de Nantes avant d’entrer au noviciat des oblats à Nancy en 1879.
Émile-Joseph Legal fut envoyé à Lachine, au Québec, où il prononça ses vœux perpétuels le 24 septembre 1880. Avant d’être affecté dans le Nord-Ouest canadien, il œuvra à Plattsburgh, dans l’État de New York et à Montréal. Il fut nommé ensuite à Saint Albert en août 1881 à côté d'Edmonton.
Il officia ensuite parmi les Amérindiens dans plusieurs réserves indiennes et les Métis.
Le 3 juin 1902, Émile-Joseph Legal devint évêque de Saint-Albert, sur la proposition du père Albert Lacombe, en remplacement de Vital-Justin Grandin qui venait de décéder. Il conçut plusieurs institutions et pensionnats en Alberta, notamment à Saint-Paul-des-Métis avec le père Adéodat Thérien.
Le 30 novembre 1912, il accéderait à l’archiépiscopat d’Edmonton. Il conçut les plans pour la construction d'une cathédrale à Saint-Albert, mais la création de l’Archidiocèse d'Edmonton la même année et le transfert du siège épiscopal dans cette ville en 1917 rendirent inutile une cathédrale à Saint-Albert. Émile-Joseph Legal s’occupa dès lors d’en construire une à Edmonton.
La ville de Legal dans la province de l'Alberta porte son nom en son honneur.